# John Smith (Leichtathlet)

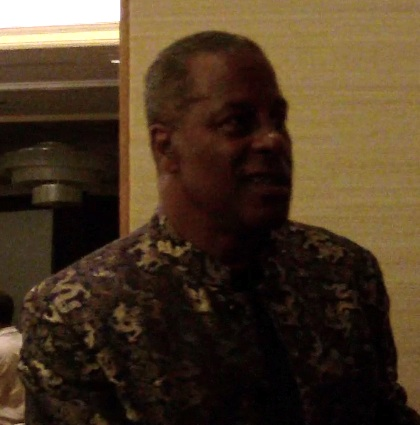
John Smith 2011

John Smith (John Walton Smith; * 5. August 1950 in Los Angeles) ist ein US-amerikanischer Leichtathletiktrainer und ehemaliger 400-Meter-Läufer.

## Karriere als Sportler
Nach der High School besuchte Smith die UCLA. Smith war über 400 Meter zweimaliger US-amerikanischer Meister und gewann 1971 auf seiner Spezialstrecke bei den Panamerikanischen Spielen 1971 in Cali. Nach dem College startete er für die Southern California Striders. 1972 nahm er an den Olympischen Spielen in München teil, schied aber wegen einer Verletzung im Finallauf aus.
Nach einem bis 1974 andauernden Intermezzo beim American Football, als Reservespieler der Dallas Cowboys und Berufssportler bei der International Track Association und schließlich als Profi in Australien musste er lange um seine Reamateurisierung kämpfen. Erst 1980 durfte er wider als Amateur starten, verletzte sich jedoch nach der intensiven Trainingssteigerung an der Achillessehne. Die UCLA stellte ihn dann als Trainerassistenten an. Die Tätigkeit als Trainer und gleichzeitig als Wettkämpfer war bis zum Amateur Sports Act of 1978 in den USA gleichbedeutend mit dem Verlust der Amateureigenschaft.

## Karriere als Trainer
Es schloss sich eine Tätigkeit als Trainer an. Bei den Olympischen Spielen 1988 in Seoul waren von Smith betreute Athleten sehr erfolgreich: So feierten Steve Lewis mit dem Titelgewinn und Danny Everett mit Rang drei im 400-Meter-Lauf sowie beide als Teilnehmer der siegreichen US-amerikanischen Mannschaft in der 4-mal-400-Meter-Staffel Medaillengewinne.
Bei den Olympischen Spielen 1992 in Barcelona feierten mit Quincy Watts und Kevin Young zwei von Smith betreute Athleten Siege über 400 Meter bzw. 400 Meter Hürden.
Sehr erfolgreich verlief auch Smiths Zusammenarbeit mit den Kurzsprintern Dennis Mitchell, Inger Miller, Jon Drummond sowie dem zweifachen Olympiasieger und fünffachen Weltmeister Maurice Greene. Smiths Ergebnisse als Trainer sorgten dafür, dass sich auch ausländische Sportler wie Ato Boldon und Marie-José Pérec seiner Gruppe anschlossen. Pérec gewann unter seiner Ägide bei den Olympischen Spielen 1996 Gold im 200- und 400-Meter-Lauf.

## Dopingvorwürfe
Schatten über die Smiths Erfolgsliste werfen seit mehreren Jahren Dopingvorwürfe gegen Mitglieder seiner Trainingsgruppe: Mehrere von Smith betreute Sportler, wie Dennis Mitchell und Ato Boldon, wurden bei Dopingkontrollen positiv getestet. Maurice Greene und auch Smith selbst wurden direkt mit Doping in Verbindung gebracht.

## Persönliche Bestzeit
- 400 m: 44,60 s, 1. August 1971, Cali